# Pierre Petroff
Pierre Petroff, född 26 april 1940 i Paris, Frankrike, är en fransk-amerikansk professor och forskare på University of California, Santa Barbara (UCSB) där han forskar på kvantprickar.

## Biografi
Petroff tog ingenjörsexamen i Frankrike år 1963 men fortsatte med sin masterexamen och doktorandtjänst på materialvetenskapliga institutionen  på UCSB, något han blev klar med 1967.
År 1971 började han på Bell Labs och stannade där till 1986. Samma år blev han professor på materialvetenskapliga institutionen och institutionen för elektro- och datateknik på UCSB. 
Mellan åren 1976 och 2000 meddelades han tolv patent.

## Forskning
Under de senaste tio åren har Petroff och hans forskargrupp bedrivit framstående forskning på självorganisation av kvantprickar och nanotrådar för användning till elektriska komponenter. Med hjälp av tekniker som fotoluminiscens och infraröd spektroskopi har de lyckats visa att kvantprickars energispektrum kan liknas vid atomers.